# Ракова (Мехедінць)
Ракова (рум. Racova) — село у повіті Мехедінць в Румунії. Входить до складу комуни Іловец.
Село розташоване на відстані 266 км на захід від Бухареста, 19 км на північний схід від Дробета-Турну-Северина, 98 км на північний захід від Крайови.

## Населення
За даними перепису населення 2002 року у селі проживали 215 осіб, усі — румуни. Усі жителі села рідною мовою назвали румунську.